# Umbreit (Buchgroßhändler)
Umbreit (Dachgesellschaft: Bez & Roth GmbH & Co. KG) mit Sitz in Bietigheim-Bissingen ist ein Buchgroßhändler (Barsortiment) in Deutschland mit einem Marktanteil von circa 9 bis 10 %.
Das Unternehmen beschäftigt über 300 Mitarbeiter und erwirtschaftet einen Jahresumsatz von ca. 107 Millionen Euro.

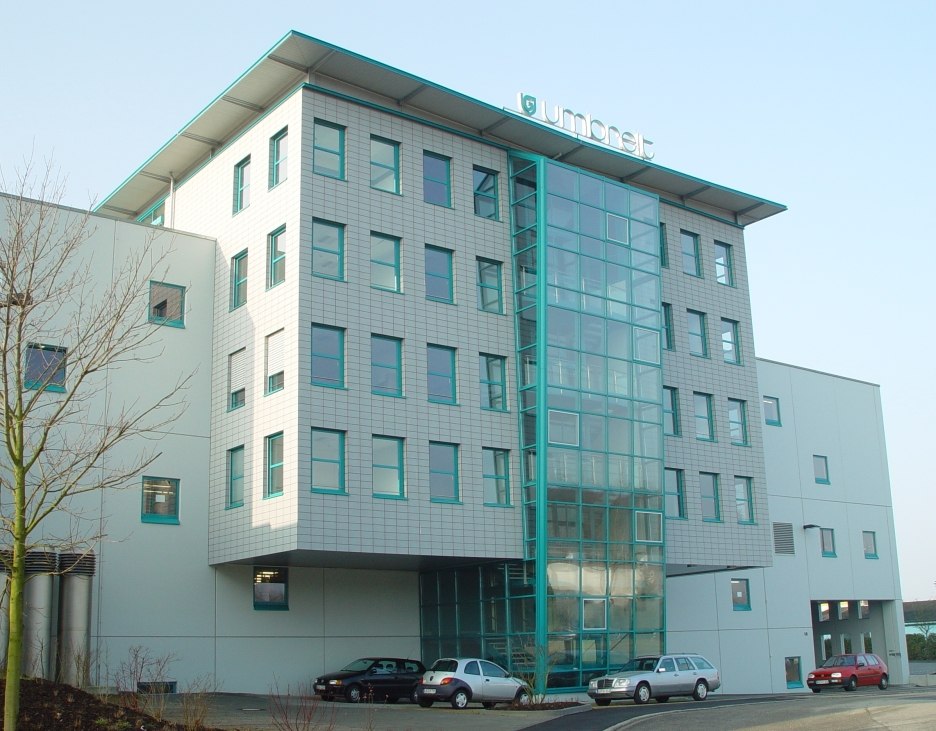
Neubau mit Büros und Lagergebäude der Fa. G. Umbreit GmbH & Co. KG

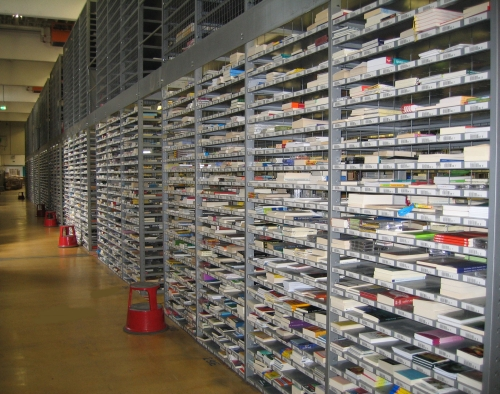
Blick auf die Umbreit-Lagerregale

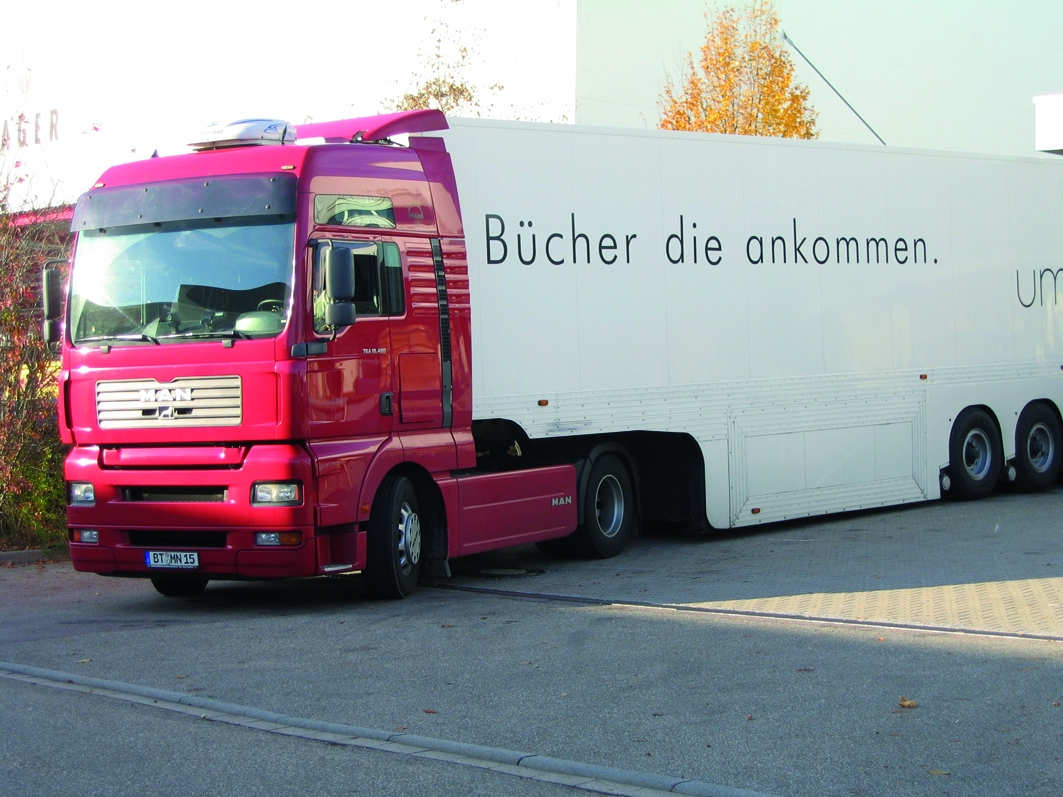
LKW des Umbreit-Bücherwagendienstes

## Geschichte
Die Ursprünge des Unternehmens reichen bis in das Jahr 1895 zurück, als der Verleger Carl Malcomes ein Groß-Sortiment und Kommissionsgeschäft gründete. Mit dem Eintritt des Leipziger Buchhändlers Gustav Umbreit (* 6. Oktober 1879; † 2. Juni 1957) als leitender Teilhaber wurde das Unternehmen 1912 in Süddeutsche Grosso-Buchhandlung G. Umbreit & Co umfirmiert, 1922 kam mit Gustav Umbreits Schwager Ernst Bez ein weiterer Teilhaber hinzu. 
Mit dem 2011 erfolgten Eintritt von Susanne Bez in das Unternehmen ist nach Ernst Bez, Max Bez (Eintritt 1957) und Thomas Bez (Eintritt 1976) die vierte Generation der Familie Bez in der Unternehmensführung von Umbreit tätig. Zum 1. Januar 2019 sind Solvey Munk und Norbert Udroiu in die Geschäftsleitung aufgerückt und gehören dieser nunmehr neben Susanne Bez und Jürgen Niessen an. Sprecher der Geschäftsführung und zuständig für Einkauf, Personalwesen, Rechnungswesen, Finanzplanung, Controlling, Geschäftsführung von Petersen Buchimport ist Clemens Birk. Solvey Munk ist für Vertrieb, Transportlogistik, Marketing und Unternehmenskommunikation zuständig, Norbert Udroiu für Projektmanagement, EDV, E-Commerce und Technischen Betrieb.
Jahrzehntelang war das Unternehmen in Stuttgart (Calwer Straße) beheimatet, 1969 erfolgte ein innerstädtischer Umzug in die Maybachstraße. Aufgrund eines stetigen Unternehmenswachstums verlegte die G. Umbreit GmbH & Co. KG im Jahr 1980 das Presse-Grosso auf die grüne Wiese nach Bietigheim-Bissingen nördlich von Stuttgart, 1987/88 zogen das Barsortiment und die Hauptverwaltung nach.
2009 verkaufte das Unternehmen den 1918 von Gustav Umbreit erworbenen Verlag Fleischhauer & Spohn (gegründet 1830 in Reutlingen) an den Tübinger Silberburg-Verlag, im gleichen Jahr übernahm Umbreit die Hamburger Firma Petersen Buchimport GmbH. Seit 2013 gehört zudem die G. Umbreit Zentrale Dienste GmbH zur Firmengruppe.
Der firmeneigene Geschäftsbereich Presse-Grosso mit Vertriebsgebiet im Nordosten Baden-Württembergs fusionierte zum 1. Mai 2015 mit zwei weiteren Pressevertriebsunternehmen zur Frankenthaler Pressevertrieb GmbH & Co. KG mit Sitz in Frankenthal (Pfalz).
Seit dem Joint Venture der Unternehmen Umbreit und Brockhaus/Commission (Kornwestheim) im
Geschäftsbereich Verlagsauslieferung unter dem Dach von Brockhaus/Commission zum 1. Juli 2015 konzentriert sich Umbreit ausschließlich auf die Tätigkeit als Buchgroßhändler.
Umbreit ist Mitglied im Börsenverein des Deutschen Buchhandels.

## Tätigkeitsfelder
Das Liefergebiet des Barsortiments umfasst Deutschland, Luxemburg und seit November 2013 auch die Schweiz, Umbreit betreibt einen eigenen Büchersammelverkehr. Die Kunden stammen schwerpunktmäßig aus dem inhabergeführten und unabhängigen Buchhandel, auch besteht eine enge Zusammenarbeit mit der Buchhandels-Genossenschaft LG Buch (München).
Umbreit führt circa 400.000 Lagertitel (Bücher, Kalender, Nonbooks und Spiele) und sigelt seit 1972 im Verzeichnis lieferbarer Bücher. Der eigene Umbreit-Titelkatalog kann in vielen Warenwirtschaften per Webschnittstelle bzw. lokaler Datenbankanbindung integriert werden.

### Zentrale Schulbuchabwicklung
Als erstes Barsortiment hat Umbreit Buchhandlungen den Service einer zentralen Abwicklung von öffentlichen Schulbuchaufträgen angeboten: Falls vom auftraggebenden Buchhändler gewünscht, übernimmt Umbreit die Direktlieferung an Schulen.

### Branchensoftware
Seit 2006 wird das von der Firma SoftLevel GmbH (Zwönitz) entwickelte und bis dahin von dieser selbst vertriebene Warenwirtschaftssystem BoNus angeboten. Zwei Jahre später begann Umbreit für die Nutzer regelmäßige Anwendertreffen in Bietigheim-Bissingen zu organisieren. Für Buchhandlungen, die vorerst nicht mit einem geschlossenen Warenwirtschaftssystem arbeiten wollen, wurde die modulare Software BoNus Start entwickelt.  Für die Internetauftritte der Buchhandlungen wird seit 2008 eine Webshoplösung und seit 2009 eine Downloadanwendung für Hörbücher und E-Books angeboten.

### Digitales Barsortiment
Technische Basis des digitalen Barsortiments von Umbreit ist die zentrale E-Book-Download-Plattform „ceebo“ von Media Control. Umbreit integriert alle E-Books des Barsortiments mit den von Verlagen auf „ceebo“ bereitgestellten Titeln in seine Webshops und Bestellanwendungen, so dass der Verkauf von E-Books durch die Buchhandlung mit allen nachfolgenden Geschäftsvorgängen in die bekannten Abläufe (Rabattgewährung, elektronischer Lieferschein etc.) zwischen Buchhandlung und Barsortiment integriert ist.

Im Bereich E-Reader kooperiert Umbreit mit PocketBook, hierfür wurde ein eigener Readershop entwickelt. Alle über Umbreit gekauften wlan-fähigen PocketBook E-Reader werden automatisch mit diesem Shop ausgeliefert und mit der jeweiligen Buchhandlung verbunden. Bei allen E-Book-Angeboten von Umbreit ist die Buchhandlung alleiniger Vertragspartner des Endkunden.

## Auszeichnung
Das baden-württembergische Wirtschaftsministerium und die Caritas verliehen dem Barsortiment Umbreit den Titel „Sozial engagiert 2009“.

## Trivia
- Im Branchenmagazin BuchMarkt werden monatlich die von Umbreit ermittelten Bestseller Barsortiment aus den Bereichen Belletristik, Sachbuch und Kinder- und Jugendbuch veröffentlicht.[27]
- Umbreit verschickt als Buchgroßhändler pro Jahr etwa 130.000 Rechnungen. Seit der Umstellung auf elektronisch signierte Rechnungen im April 2008 verlassen nur noch circa 40 % der Rechnungen auf dem Postweg das Haus.[4][28]
- 2007 wurde auf dem Flachdach des Betriebsgebäudes Höpfigheimer Straße eine der größten Photovoltaikanlagen der Region mit einem Leistungsvolumen von 135,1 kWp installiert.[29]